# امنشرة

تعديل مصدري - تعديل

امنشره هي إحدى قرى عزلة جعار بمديرية خنفر التابعة لمحافظة أبين، بلغ تعداد سكانها 44 نسمة حسب تعداد اليمن لعام 2004.